# 王令尘
王令尘（英語：Oscar WANG，1990年8月16日—)，中国艺术家、设计师，现居上海，张艾嘉之子。

## 早年经历
王令尘于1990年出生于香港，2000年在9岁时遭遇绑架事件，勒索金额达到1500万港元，事件后他与其母张艾嘉长期居住海外。
2013年，他从英国切尔西艺术与设计学院毕业，并获得美术雕塑及空间设计学位。
2015年，王令尘与路易威登合作为其设计了一款旅行箱Louis Vuitton X，以飞鸟轨迹为灵感，在Louis Vuitton传统的Monogram图案上添加了新图案。

2017年，他为李连杰的太极品牌GSD设计品牌形象，赛事擂台，以及选手服装等。

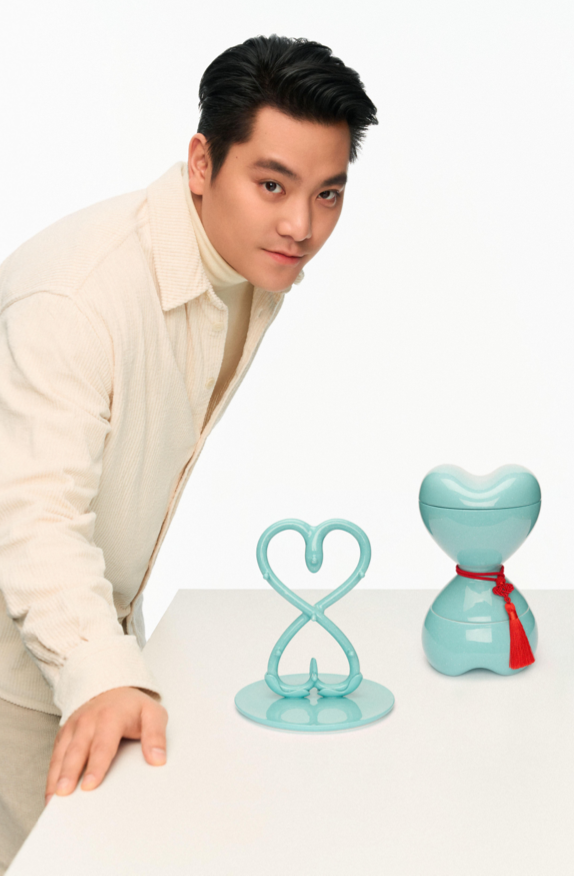
王令尘和Tiffany & Co瓷器

2018年，王令尘参加Design Miami设计展并为芬迪的经典包型peekaboo提供设计。此后，王令尘与芬迪展开了长期合作，包括：2019年于成都IFS展出的《FENDI熊猫家族》。2022年的《FENDI假日全球活动》中，王令尘参与了芬迪假日活动的设计工作，包括游戏设计和视觉元素。2022年的《FENDI-FENDINO》，王令尘为FENDI设计了名为“FENDINO”的圣诞装置，其中FENDINO形象坐在芬迪长棍面包的顶部。

## 合作
2021年，他与设计师品牌Stella McCartney合作，开发了名为《STELLA FRIENDS》的卡通动物系列，并负责概念、角色发展和动画的创意。
2022年12月，王令尘与艺术家丹尼尔·阿沙姆 (Daniel Arsham) 的艺术平台Archive Editions合作，启动了名为《东西》（dōngxī）的限量版收藏品项目。2023年，该项目首次于上海张园的Design Miami展览上首展。
2023年，王令尘为李宁“MY-VERSE”2024年巴黎春夏时装秀提供视觉与布景设计。

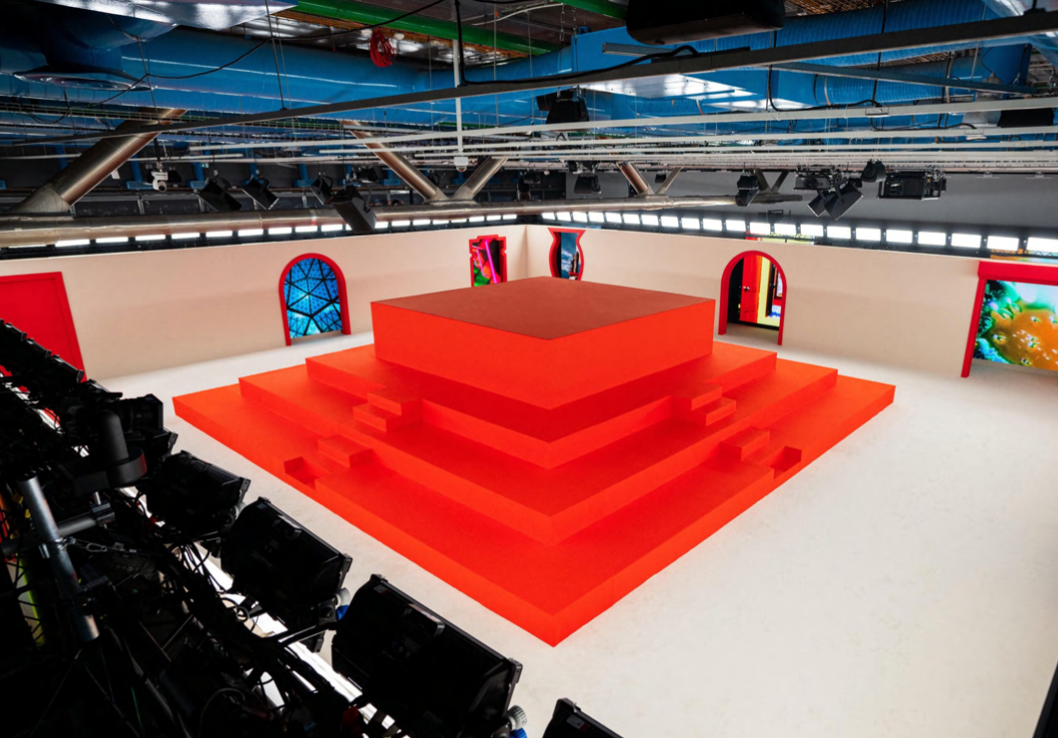
王令尘设计的李宁秀场

2024年，他为位于上海的阿丽拉酒店设计了名为“树聚”的装置和同一系列的陶瓷香盘。 3月，为菲拉格慕香港置地广场门店设计展示《LONG TIME NO HUG》，并担任菲拉格慕晚宴的主持人。
同年11月，作品《蓝途》于“苏河艺术季”的活动中展出，该作品位于苏河大厦五楼屋顶，描绘了一棵与附近苏州河相互交织的大树。12月，BELOWGROUND限量版茶具《BELOWGROUND CNY CAMPAIGN福临廊》发布。
《Tiffany & Co蛇年限量版瓷器》2025年1月，王令尘为Tiffany & Co创作了一系列蛇年中国新年限量版瓷器。这些瓷器由德化白瓷制成，釉面采用该品牌标志性的蓝，并饰以中国结元素。